# Madu állomás
Madu állomás a szöuli metró 3-as vonalának állomása Kjonggi (Gyeonggi) tartomány Kojang (Goyang) városában.

## Viszonylatok
| 3-as vonal                                     | 3-as vonal             | 3-as vonal                           |
| ---------------------------------------------- | ---------------------- | ------------------------------------ |
| Csongbalszan (Jeongbalsan) Tehva (Daehwa) felé | Ilszan (Ilsan) szakasz | Pekszok (Baekseok) Ogum (Ogeum) felé |